# Nol Kroes
Arnoldus Aloysius (Nol) Kroes (Den Haag, 16 april 1918 – aldaar, 13 januari 1976) was een Nederlands beeldend kunstenaar.
Kroes deed zijn opleiding aan de Koninklijke Academie in Den Haag en aan de Académie des beaux-arts in Parijs. Bij terugkeer in Nederland was Kroes een van de oprichters van de kunstenaarsgroep Verve, waar gestreefd werd naar kwaliteit, en was ook lid van opvolger Fugare die meer abstract werkte. In de jaren 60 ging hij meer figuratief werken. Kroes was actief als wandschilder, schilder, tekenaar, pentekenaar, pastellist, aquarellist en lithograaf en behoorde tot de Nieuwe Haagse School. Hij behoorde tevens tot de Posthoorngroep en was twintig jaar docent aan de Vrije Academie.
In 1953 kreeg hij de Jacob Marisprijs voor schilderkunst voor het schilderij 'Man en vrouw'. In 1967 kreeg hij de Jacob Marisprijs voor tekenkunst. Van Kroes, die veel (vrouwelijk)naakt en erotiek in zijn werk had, werden in 1968 meerdere tekeningen die in een galerie geëxposeerd werden, vanwege aanstotelijkheid voor de eerbaarheid door de politie in beslag genomen. De rechtbank oordeelde dat het werk niet pornografisch was. In 1970 kwam een schilderij van Kroes tijdens een tentoonstelling van de Haagse Kunstkring in opspraak en nuntius Angelo Felici kondigde aan stappen te ondernemen vanwege belediging van de Heilige Stoel.